# Blåst på konfekten
Blåst på konfekten (engelska: 10) är en amerikansk romantisk komedifilm från 1979 i regi av Blake Edwards. I huvudrollerna ses Dudley Moore, Julie Andrews, Robert Webber och Bo Derek. Även Maurice Ravels Boléro spelar en signifikant roll i filmen. 

## Rollista i urval
- Dudley Moore - George Webber
- Julie Andrews - Samantha Taylor
- Bo Derek - Jenny Hanley
- Robert Webber - Hugh
- Dee Wallace - Mary Lewis
- Sam J. Jones - David Hanley
- Brian Dennehy - Don, bartendern
- Max Showalter - pastorn
- Burke Byrnes - sig själv